# Prințul Dmitri Alexandrovici al Rusiei
Prințul Dmitri Alexandrovici al Rusiei (15 august 1901 – 7 iulie 1980) a fost al patrulea fiu al Marelui Duce Alexandru Mihailovici al Rusiei și al Marii Ducese Xenia Alexandrovna a Rusiei. A fost nepotul Țarului Alexandru al III-lea al Rusiei.

## Biografie
Prințul Dmitri Alexandrovici Romanov s-a născut la Palatul Gatchina, în apropiere de Sankt Petersburg, la 15 august 1901. A fost al patrulea fiu și al cincilea copil dintre cei șapte frați. Părinții lui au fost Marele Duce Alexandru Mihailovici al Rusiei (1866–1933) și Marea Ducesă Xenia Alexandrovna a Rusiei (1875–1960). Prin urmare, Prințul Dmitri a fost strănepot al Țarului Nicolae I (pe parte paternă), și stră-strănepot al aceluiași Țar pe parte maternă, și nepot al Țarului Alexandru al III-lea.
În timpul Revoluției Ruse Prințul Dmitri a fost închis împreună cu părinții săi și împărăteasa bunică la Dulber, în Crimea. A scăpat de soarta crudă împărășită de unii dintre verii săi Romanov, care au fost uciși de către bolșevicii, când a fost eliberat de către trupele germane în 1918. A părăsit Rusia la 11 aprilie 1919, la vârsta de 17 ani, la bordul navei britanice "HMS Marlborough", care i-a transportat în Malta. După nouă luni s-a stabilit în Anglia.

### Exilul
În exil, Prințul Dmitri a trăit între Anglia și Franța. El a avut o cariera variată. La sfârșitul anilor 1920 a emigrat în Statele Unite, unde a lucrat ca broker în Manhattan. S-a întors în Europa la începutul anilor 1930. Pentru o perioadă scurtă, în 1930, el a condus magazinul Coco Chanel, la Biarritz.
Prin Chanel el a cunoscut o aristocrată rusă care lucra ca model pentru casa ei de modă: contesa Marina Sergeievna Golenistcheva-Koutouzova (20 noiembrie 1912 – 7 ianuarie 1969). Ea era a doua fiică a contelui Serhgei Alexandrovici Golenishchev - Kutuzov (1885 - 1950) și a soției sale, Maria Alexandrovna (1890 - 1960). După Revoluție, Marina și familia ei s-au mutat la Kislovodsk și mai târziu în Crimea. În august 1920 familia a fost evacuată la Istanbul, apoi la Paris. În capitala Franței, Marina a început să lucreze pentru Chanel.
Prințul Dmitri s-a îndrăgostit de ea și s-a căsătorit la Paris la 25 octombrie 1931. Nunta a atras atenția și mireasa a purtat o rochie Chanel.
Cuplul a avut o fiică:

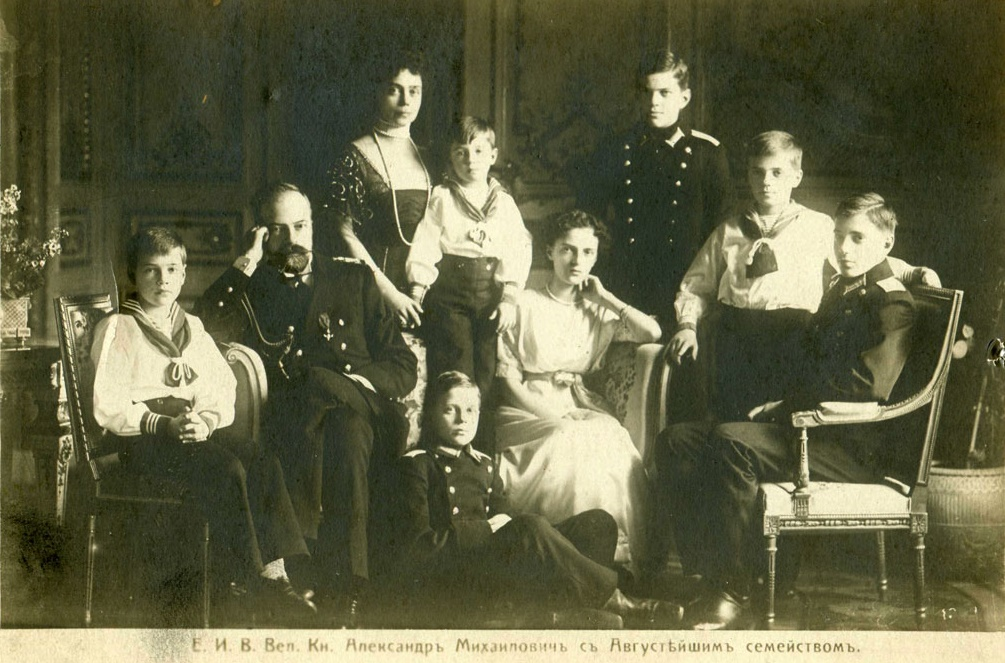
Prințul Dmitri (extremă dreapta, cu cravată) împreună cu părinții și frații săi, 1912 sau 1913

- Prințesa Nadejda Dmitrievna (4 iulie 1933 – 17 septembrie 2002). Nadejda s-a căsătorit cu Anthony Allen, cu care a avut două fiice și un fiu: Penelope, Marina și Alexandru; după divorțul cu Allen, ea s-a căsătorit cu William Hall Clark.

În 1947 el a divorțat de Prințesa Marina care s-a mutat cu fiica lor în Statele Unite. În 1949 ea s-a recăsătorit cu Otto de Nefvillya (1898 - 1971), un descendant al unei familii aristocrate germane. Marina Sergeievna Golenistcheva-Koutouzova a murit la 7 ianuarie 1969 la Sharon, Connecticut.
În timpul anilor 1950, Prințul Dmitri a studiat piața vinului și a lucrat în calitate de reprezentant de vânzari europene pentru o firmă de whisky în Londra. S-a recăsătorit la 20 octombri 1954 cu Lady Milbanke, născută Margaret Sheila MacKellar Chisholm (9 septembrie 1898 – 13 octombrie 1969). Cuplul a trăit modest în Belgravia, în centrul Londrei. Prințesa Dmitri a murit la 13 octombrie 1969 și a fost înmormântată într-o capelă din apropiere de Edinburgh, lângă fiul ei cel mic care a murit la 20 de ani, în 1939.
În urma fondării Asociației familiei Romanov în 1979, Prințul Dmitri a fost ales primul ei președinte, unde a servit până la moarte, un an mai târziu. 